# Strichfleckiger Marienkäfer

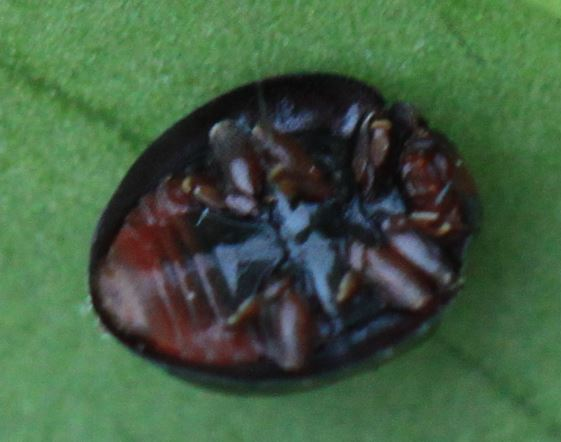
Ventralansicht

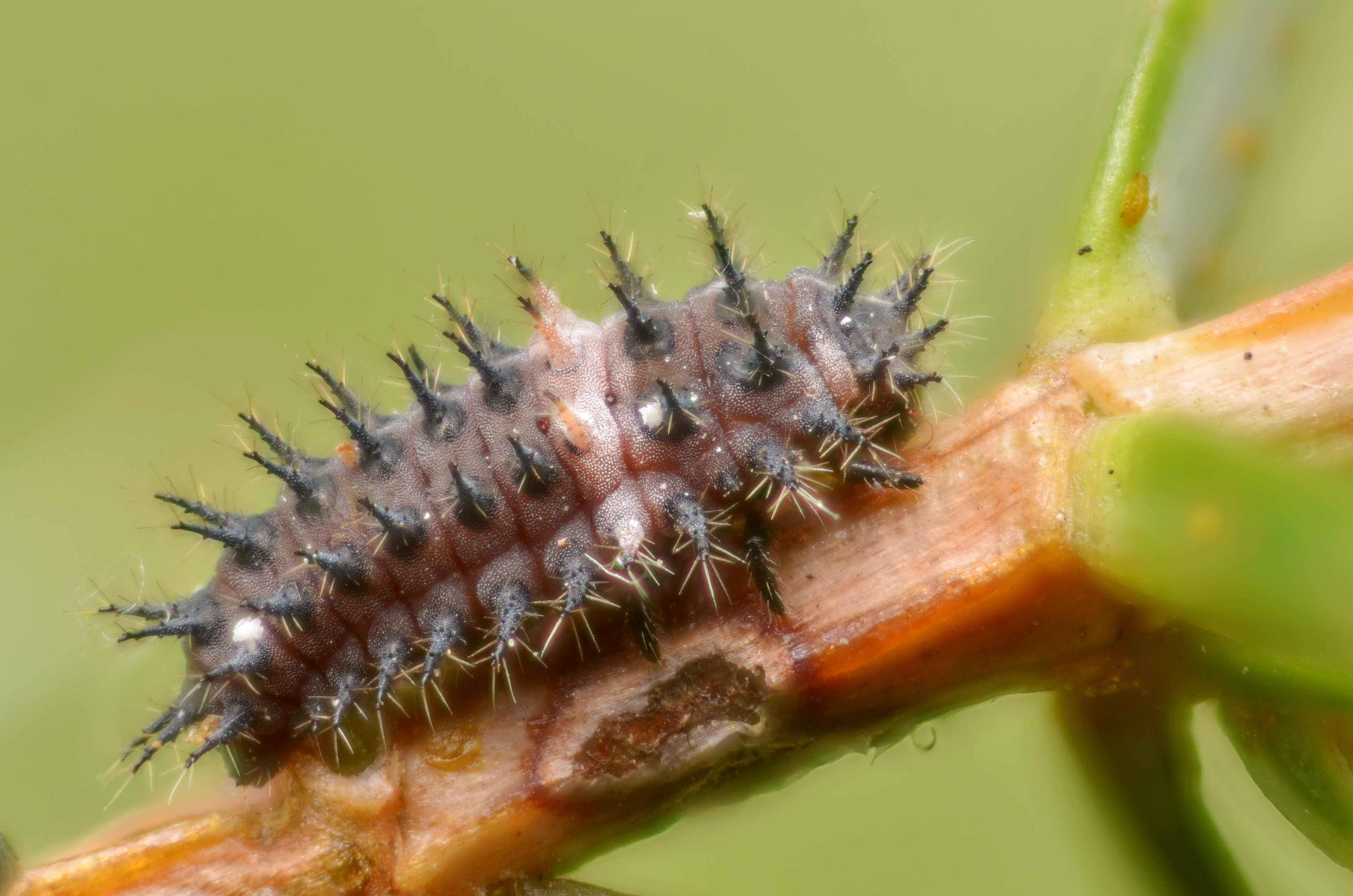
Larve

Der Strichfleckige Marienkäfer oder Strichfleckige Schildlaus-Marienkäfer (Chilocorus bipustulatus) ist ein Käfer aus der Familie der Marienkäfer (Coccinellidae).

## Merkmale
Die Käfer werden ca. 2,7 bis 4 Millimeter lang. Sie sind schwarz oder braun und haben drei kleine rote Flecken auf den Deckflügeln, die oft zu einer strichförmigen Querbinde verwachsen sind. Kopf, Fühler, Beine und hintere Ventralseite sind rötlich gefärbt. Die schwarzen Augen befinden sich seitlich vorne am Kopf. Die Fühler sind 8-gliedrig.

## Vorkommen
Die Art ist in Europa und im Mittelmeerraum heimisch. Im Mittelmeerraum ist sie sehr häufig. Als natürlicher Feind der Schildläuse wurde Chilocorus bipustulatus mittlerweile fast weltweit eingeführt. In den Vereinigten Staaten gab es in den Jahren 1905, 1915 und 1927 Versuche, die Käferart anzusiedeln. Schließlich gelang es 1951 im San Joaquin Valley in Kalifornien.

## Lebensweise
Man beobachtet die Käfer fast das ganze Jahr. Man findet sie häufig an Kiefern (Pinus) und an Obstbäumen. Die Käfer sind nicht ausgesprochen kälteresistent, das heißt, sie überleben gewöhnlich keine besonders kalten Winter. Die Imagines und Larven der Käfer ernähren sich von Schild-, Mottenschild- und Blattläusen. Die Käfer werden deshalb zur biologischen Schädlingsbekämpfung eingesetzt.

## Taxonomie
In der Literatur finden sich folgende Synonyme:
- Chilocorus minor Sahlberg, 1903
- Chilocorus olivetorum Costa, 1839
- Coccinella bipustulata Linnaeus, 1758
- Coccinella testudo Florencourt Chassot, 1796

## Etymologie
Der Namenszusatz bipustulatus kommt aus dem Lateinischen und bedeutet „zweifleckig“. Er bezieht sich auf die roten Flecken auf den Deckflügeln. Bei diesen sind häufig zwei der drei Flecke miteinander verbunden.